# ارژبت مارکوش
ارژبت مارکوش (مجاری: Erzsébet Márkus؛ زادهٔ ۲۳ اوت ۱۹۶۹) وزنه‌بردار زن اهل مجارستان بود.
وی در مسابقات کشوری و بین‌المللی در مجموع برندهٔ ۱ مدال طلا، ۲ مدال نقره، ۱ مدال برنز شده‌است.